# Château d'eau de Luçon
Le château d'eau de Luçon est situé entre la place du Petit Champ de foire et l'avenue du Président-Wilson dans la ville de Luçon en Vendée.

## Histoire
Le château d'eau et la centrale électrique attenante furent construits pour le compte de la Société luçonnaise d'eau et d'électricité de 1912 à 1913 par l'architecte luçonnais Jean Bardin, par l'ingénieur de la société nantaise de René Guinaudeau et sous l'intervention de Georges Clemenceau.
Cet édifice de style Art déco était destiné à alimenter en eau potable la nouvelle caserne de cavalerie, installée en 1913 mais également l'ensemble de la commune. Sa structure en béton armé Hennebique devient une première de ce style dans la région. Ce château d'eau est surmonté d'un réservoir d'une capacité de 500 m3 en forme de dôme à pans. Un escalier en colimaçon permettait d’accéder en haut de la cuve. La centrale électrique alimentée par le charbon de Faymoreau permettait le fonctionnement des pompes. La nappe phréatique toujours visible se trouve dans le sous-sol du bâtiment. Le réservoir était encadré d'une grande corniche aujourd'hui disparue. Les montants possèdent également des fioritures en céramique. Sur la façade principale, se trouvent deux têtes de lion en terre cuite, possédant à l'origine une lampe à incandescence chacune dans leurs gueules. Ce monument devait être complété par un phare dans l'arceau du sommet — Luçon était encore un port en 1914 — qui ne fut jamais installé.
Mis hors-service en 1961, il s'est progressivement dégradé au fil des années. Menacé de démolition en 1991, le château d'eau est classé monument historique d'office par décret du 10 février 1992. Ce dernier fut remplacé par le château d'eau des Treize-Vents au nord de la ville, datant de 1982 avec un réservoir de 2 000 m3.

### Galerie

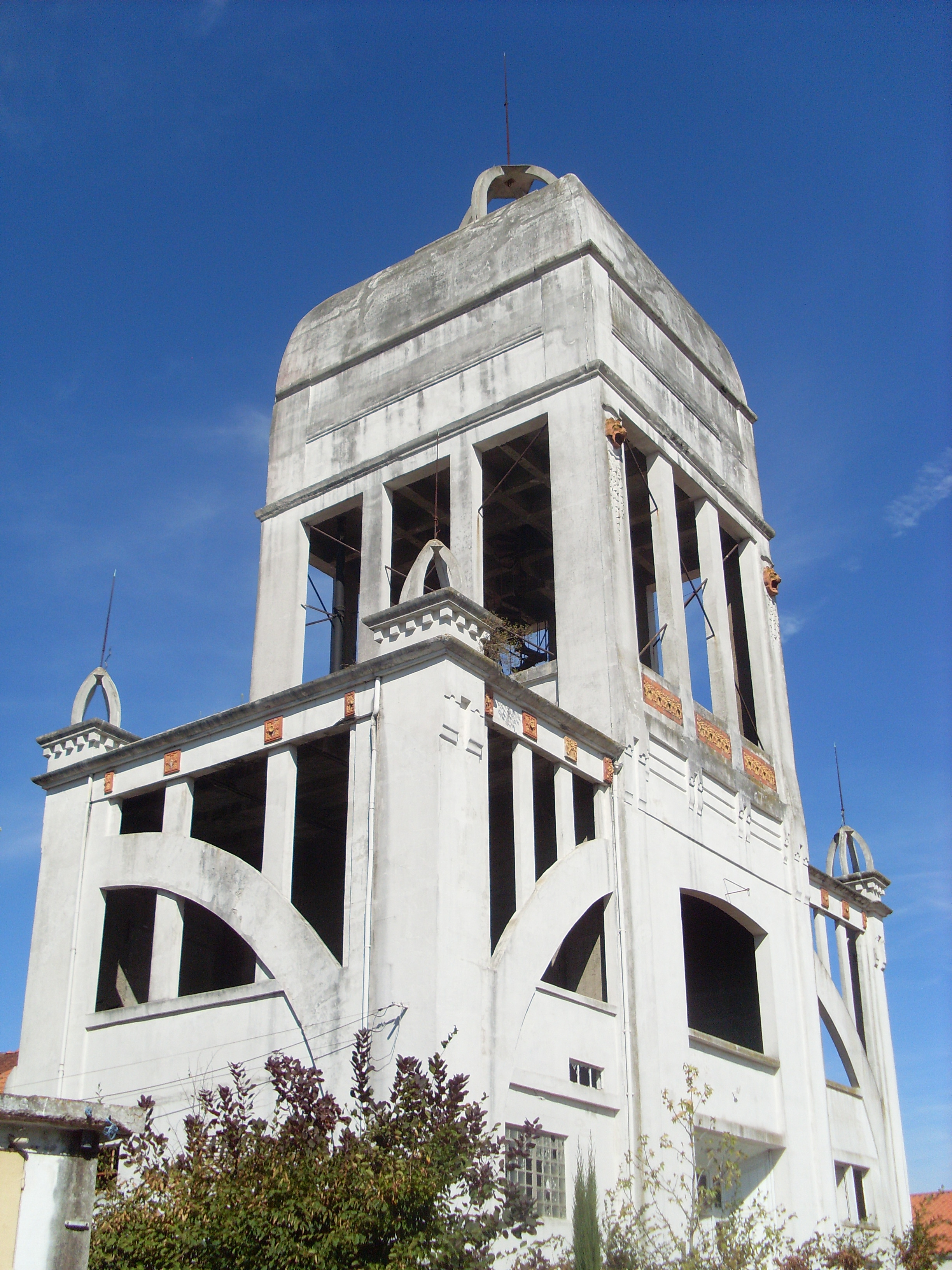
Château d'eau de Luçon.